# Bruno Robbes
Bruno Robbes, né en 1965, est professeur en sciences de l’éducation à l’université de Cergy-Pontoise et spécialiste de la pédagogie institutionnelle.

## Biographie
Il enseigne en école primaire. Il est titulaire du CAFIPEMF et maître formateur puis directeur d’école. Kelly
Il fait des études en sciences de l’éducation à l’université Paris X-Nanterre, où il obtient un DEA consacré à « L’enseignant face à l’autorité. Du mythe de l’autorité « naturelle » à la prise de conscience des savoirs et savoir-faire de la personne éducative », puis soutient en 2007 une thèse sur l’autorité éducative, sous la direction de Jacques Pain. Il réalise en 2017 une habilitation universitaire, intitulée De l’autorité éducative à la recherche de pédagogie. Itinéraire d’un chercheur pédagogue, à l'université de Lorraine et est nommé professeur en sciences de l'éducation à l'université de CY Cergy Paris.
Il est responsable du master « Métiers de l’enseignement, de l’éducation et de la formation » à l'université de CY Cergy Paris et à l'INSPE de l'académie de Versailles.

## Recherches
Il s'intéresse à la pédagogie institutionnelle et la formation de formateurs. Une grande partie de ses travaux est consacrée au thème de l'autorité, dont il dégage trois conceptions qu'il nomme « autorité autoritariste », « autorité évacuée » et « autorité éducative ».

## Prix et distinctions
- 2009 : Prix Louis-Cros de l’Académie des sciences morales et politiques pour « Du mythe de l’autorité naturelle à l’autorité éducative de l’enseignant : des savoirs à construire entre représentation et action ».

## Publications
- L’autorité éducative dans la classe. Douze situations pour apprendre à l’exercer. Paris : ESF (2010)[5].
- (dir.) avec Marie-Anne Hugon : 
  - Le rapport aux savoirs dans les pédagogies différentes. Nancy : Presses universitaires de Lorraine, 2016.
  - Des innovations pédagogiques et éducatives en réponse à la crise de l'école. Arras : Artois Presses Universit, 2014.
- (coord.) : L’autorité éducative. La construire et l’exercer. Amiens : SCÉREN-CRDP d’Amiens et CRAP-Cahiers pédagogiques coll. « Repères pour agir » (2013).
- « Autorité », In Patrick Rayou & Agnès van Zanten (dir.), Les 100 mots de l’éducation, Paris, Puf coll. « Que sais-je ? », 2011, p. 36-37
- « La discipline. Entretien avec Fernand Oury », in L. Martin, Philippe Meirieu & Jacques Pain, La pédagogie institutionnelle de Fernand Oury, p. 109-121, 2009.
- Autorité et éducation : les raisons du don en pédagogie, (Authority and learning : the conditions of the gift in teaching.[réf. souhaitée]
- Renouveler les regards sur les violences à l'école[réf. souhaitée]